# 神岡鉱山前駅
神岡鉱山前駅（かみおかこうざんまええき）は、岐阜県飛騨市神岡町船津にあった神岡鉄道神岡線の駅。
奥飛騨温泉口駅から当駅までの区間列車も設定された拠点駅、また線内唯一の鉄道貨物輸送の拠点駅であったが、2006年（平成18年）に廃駅となった。現在では、観光用軌道自転車「レールマウンテンバイク」の折り返し地点となっている（後述）。

## 歴史
- 1966年（昭和41年）10月6日：日本国有鉄道（国鉄）神岡線の神岡口駅として開業[1]。旅客・貨物の取扱を開始[1]。
- 1984年（昭和59年）10月1日：神岡鉄道に転換[1]。
- 1985年（昭和60年）4月20日：神岡鉱山前駅に改称[1]。
- 2005年（平成16年）3月31日：貨物の取扱を廃止。
- 2006年（平成18年）12月1日：廃止。

## 駅構造
地上駅。普段使われた部分としては島式ホームの片面1線のみであるが列車同士の行き違いは可能であり、留置線や車庫を有した。当駅を通過する列車は当駅でタブレットを交換する必要があり、当駅は神岡鉄道で唯一社員が配置された直営駅となっていた。
国鉄時代は築堤の手前に鉄筋コンクリート平屋建ての駅舎があり、神岡鉄道転換後も本社機能を有していたが、2002年（平成14年）に本社機能を奥飛騨温泉口駅に移転した後、駅舎は撤去された。
ホームは築堤の上に位置し、ホームへは入り口を入ってから地下道を通り階段を上って至った。駅舎はこの階段を上ってすぐのホーム上に置かれていたが、駅事務室と待合所は完全に分離され、窓口等は一切設けられなかった。待合室にはストーブ、扇風機、テレビなどが設置されたほか、男女別の水洗トイレが存在した。
集札や改札は行われず、普通乗車券は待合所の内部に設置された自動券売機で購入するのみとなっていた。当駅の駅事務室には神岡鉄道の運輸課が置かれており、記念乗車券や定期券・回数券はここで販売していた。また、ホーム上に大黒天の木像を奉った祠が置かれていた。

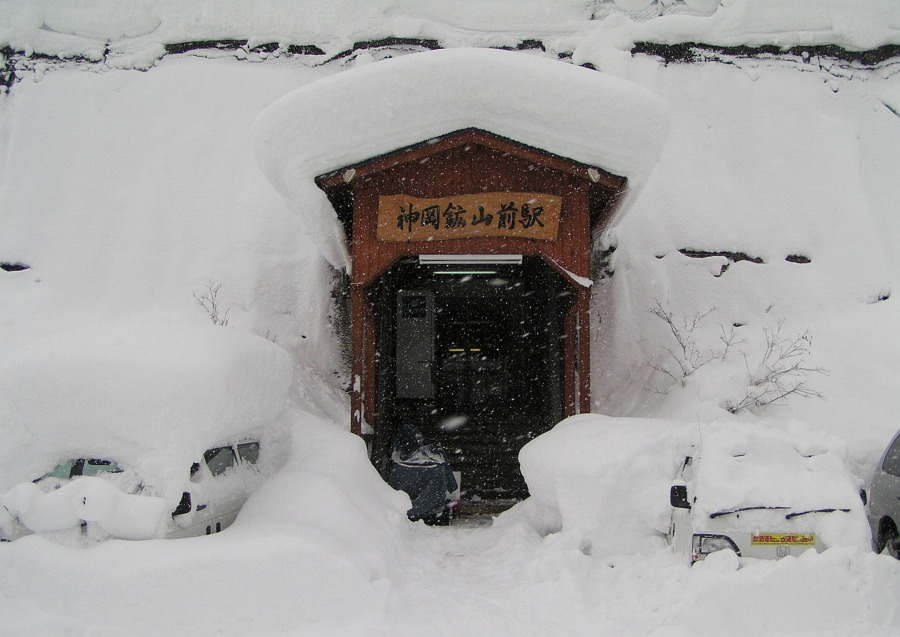
冬の神岡鉱山前駅（2005年12月）
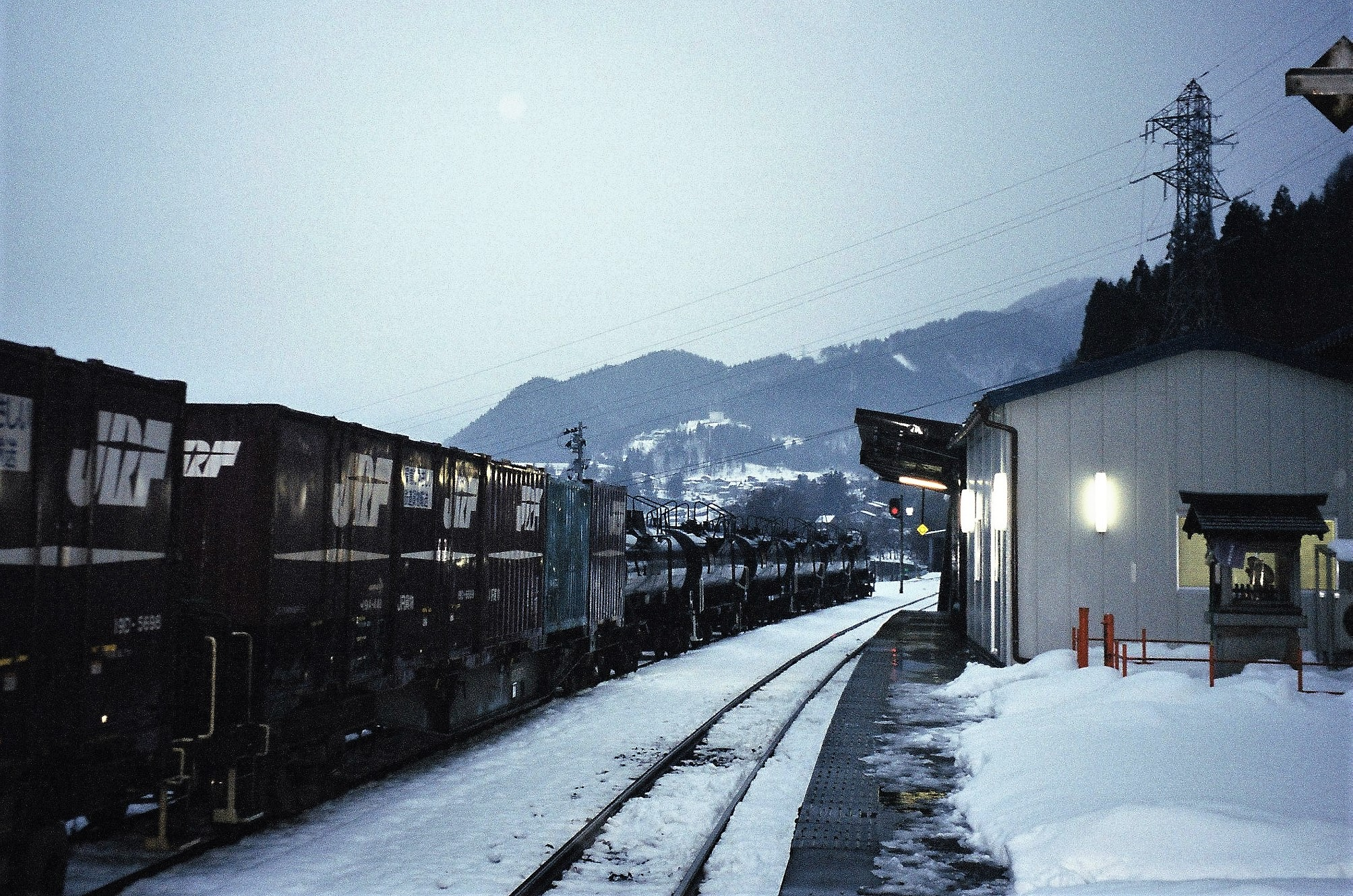
ホーム（2003年12月）
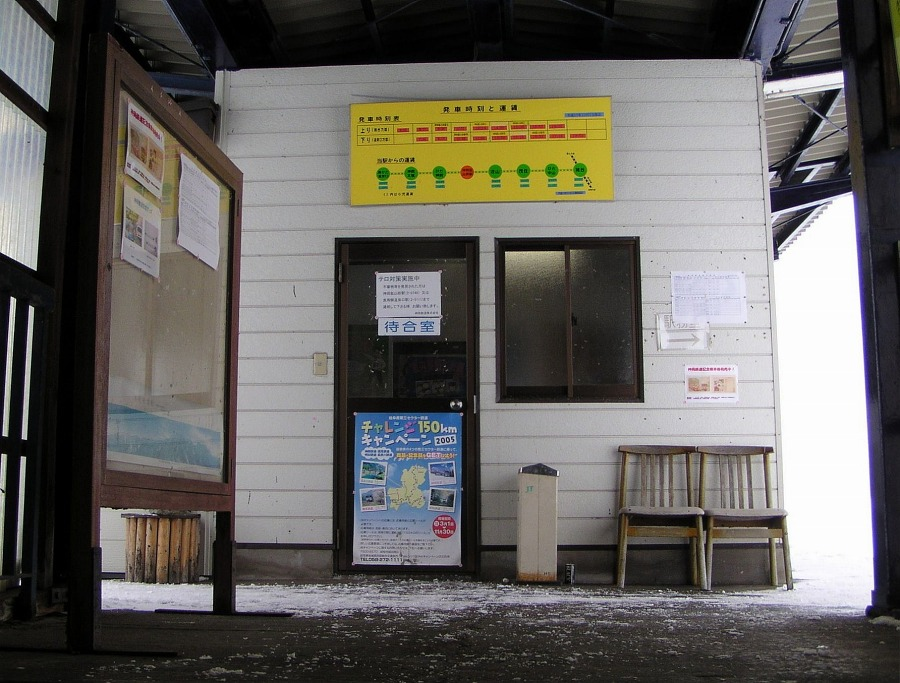
待合室（2005年12月）

## 貨物取扱
当駅は神岡鉄道唯一の貨物取扱駅として機能していた。駅北側、高原川右岸にある神岡鉱業（三井金属鉱業の子会社）へ専用線が続いていた。
工場で生産された濃硫酸を東北・関東・中部・関西地方へ私有貨車で発送していた。また1998年1月16日から、製品の地金や原料をコンテナ輸送するようになった。しかし私有貨車の老朽化により鉄道輸送を終了することとなったため、濃硫酸輸送は2004年10月15日限りで、コンテナ輸送は一足先の8月末にそれぞれ終了した。神岡線廃止後、高原川を渡る専用線の橋梁は撤去されている。

## 駅周辺
神岡線の線路が神岡市街に入ったところに置かれていた。これから終点の奥飛騨温泉口駅までは神岡市街を線路は走り続け、立て続けに駅が設けられた。
駅前の交差点では神岡線に並行して南北に走る国道41号から東側へ国道471号が分岐しているがこの国道471号を通って高原川を渡るとやがて神岡鉱山への入り口が見えてくる。この附近には北陸電力の東町発電所などもあり工業地帯のような雰囲気である。
- 濃飛バス「神岡鉱山口」バス停
- 割石温泉 - 車で10分ほど、バスの便あり。
- 栃尾温泉 - 車で40分ほど。
- 平湯温泉 - 車で1時間ほど。
- 新穂高温泉 - 車で50分ほど。

## 現在
2006年の神岡線廃止と共に鉄道駅としての役目は終えたが、現在は観光用軌道自転車「レールマウンテンバイク」の折り返し地点（起終点は旧・奥飛騨温泉口駅）となっており、駅構内の広さを生かし、軌道自転車の方向転換作業が行われている。
また、旧車庫内には、営業運行で使用された気動車、ディーゼル機関車が保存されている（気動車のうちKM-100形KM-101は、2017年4月に旧・奥飛騨温泉口駅に移設）。

## 隣の駅
神岡鉄道
神岡線
漆山駅 - 神岡鉱山前駅 - 飛騨神岡駅